# Route 13 (Saskatchewan)
Pour les articles homonymes, voir Route 13.
La route 13 (en anglais : Highway 13) est une route d'orientation est-ouest de la Saskatchewan, au Canada. Elle traverse la province d'est en ouest à partir du Manitoba jusqu'à l'Alberta. Elle a une longueur totale d'environ 676 km. Elle passe au travers de Shaunavon, Assiniboia, Weyburn, Redvers et Carlyle. Elle porte également le nom de Red Coat Trail puisque son parcours suit le sentier original sur presque toute sa longueur. Une section de la route entre Wauchope et Govenlock traversant le Triangle de Palliser est également appelé Ghost Town Trail (en).